# Аксиокастро
Аксиокастро, още Шюрдан или Сюрдан (на гръцки: Αξιόκαστρο; катаревуса: Αξιόκαστρον, Аксиокастрон; до 1927 година Σουρδάνιον, Сурданион), е село в Гърция, дем Горуша (Войо) в област Западна Македония.

## География
Селото е разположено на 660 m надморска височина, на около 7 km южно от град Неаполи (Ляпчища).

## История

### В Османската империя
Старо селище е имало на 2 km на север, където в 1966 година на основите на по-голяма стара църква е построена църквата „Свети Николай“. Това село е унищожено от албанците в 1770 година по време на Орловото въстание. На 2 km на юг, между Аксиокастро и Клима е било село Цирубохори. Друго селище е имало в местността Керасия, на 4 km от Аксиокастро в посока Пепония, също разсипано при Орловото въстание.
В края на XIX век Шюрдан е гръцко село в южния край на Населишката каза на Османската империя. Според статистиката на Васил Кънчов в 1900 година в Шюрданъ (Сюрданъ) живеят 75 гърци християни.
На Етнографската карта на Битолския вилает на Картографския институт в София от 1901 година Свирден (Сурдан) е чисто гръцко село в казата Населица на Серфидженския санджак с 15 къщи. Същевременно Сирхан е показано като чисто помашко (гръцко мохамеданско) село в казата Населица на Серфидженския санджак с 41 къщи.
Според статистика на Серфидженския санджак на гръцкото консулство в Еласона от 1904 година в Сурданион (Σουρδάνιον), Населишка каза, живеят 80 гърци елинофони християни.
В началото на ХХ век селото е под върховенството на Цариградската патриаршия. По данни на секретаря на Българската екзархия Димитър Мишев в Chourdan (Siourdan) има 375 гърци патриаршисти.

### В Гърция
През Балканската война в 1912 година в селото влизат гръцки части и след Междусъюзническата в 1913 година Шюрдан остава в Гърция.
През 1913 година при първото преброяване от новата власт в селото са регистрирани 116 жители.
През 1927 година името на селото е променено на Аксиокастро.
Населението традиционно произвежда жито, тютюн и други земеделски продукти, като се занимава и със скотовъдство.
В края на селото по пътя за Клима е параклисът „Свети Илия“.
Църквата на селото е „Свети Атанасий“.
| Име                 | Име      | Ново име     | Ново име     | Описание                                        |
| ------------------- | -------- | ------------ | ------------ | ----------------------------------------------- |
| Зервена или Червена | Τσερβένα | Диаставросис | Διασταύρωσις | местност на ЮЗ от Аксиокастро и на Ю от Пилорио |

| Година    | 1913 | 1920 | 1928 | 1940 | 1951 | 1961 | 1971 | 1981 | 1991 | 2001 | 2011 | 2021 |
| --------- | ---- | ---- | ---- | ---- | ---- | ---- | ---- | ---- | ---- | ---- | ---- | ---- |
| Население | 115  | 108  | 154  | 169  | 155  | 141  | 113  | 101  | 47   | 46   | 6    | 19   |